# Astral (vaixell)
L'Astral és un vaixell de suport al salvament marítim de refugiats, operat per l'ONG Proactiva Open Arms.

## Trajectòria
El juny de 2016 fou usat per la primera tripulació de Proactiva Open Arms per a arribar a aigües del Mar Mediterrani. Mesos després, tot i haver hagut de tornar a port per a realitzar un seguit de reparacions, el 25 d'agost de 2017 s'acomiadà de nou del Port de Barcelona rumb al Mediterrani central i hi desenvolupà tasques d'assistència i reforç al vaixell insígnia de l'organització: l'Open Arms.
El 9 d'agost de 2019 salpà del Port de Badalona amb destí a Lampedusa per tal d'assistir a l'Open Arms, que es trobava a la deriva vuit dies pendent de rebre l'autorització d'un port per a desembarcar-hi 121 refugiats que rescatà a la mar. Els onze tripulants, capitanejats per Savvas Kourepinis, carregaren la nau d'ajut amb menjar (fruita, verdura, carn, pa i arròs), carburant i recanvis pel motor.
El 19 de desembre de 2019 atracà al Moll de la Fusta de Barcelona amb l'objectiu de facilitar-hi l'accés a tota persona interessada, mitjançant rutes pel seu interior, així com exposar obertament la tasca que duia a terme l'entitat. Ángeles Schjaer, assessora pedagògica d'Open Arms, expressà que d'aquesta forma «pretenen fomentar el pensament crític entre els ciutadans que aquests dies visiten l'Astral». La previsió anunciada fou de poder visitar el vaixell fins al matí del 24 de desembre. Concretament, en horaris de 10 a 13 hores i de 15:30 a 19:30 hores, excepte caps de setmana, quan l'horari es reduí fins a les 17.30 hores.
L'agost de 2020, després de mesos d'aturada pel confinament de la pandèmia de COVID-19, la nau salpà de nou del Port de Badalona en una missió d'observació i vigilància a les costes de Malta i el sud d'Itàlia per donar resposta als naufragis de migrants provinents de Líbia. Anteriorment, l'embarcació havia estat confinada durant setmanes en un dels ports de Fuerteventura, on es traslladà per monitorar l'arribada de refugiats a les Illes Canàries, una de les rutes migratòries més perilloses d'accés a Europa.
El 8 de setembre de 2021, durant la missió 85, una operació d'observació i vigilància a les aigües de Lampedusa, patí una avaria al seu segon motor de propulsió després de realitzar l'assistència a 89 refugiats. Aquest incident provocà que el capità Kourepinis ordenés la finalització de la missió i el retorn a la base de l'embarcació, al Port de Badalona.
El 10 de setembre de 2022, en ocasió de la quarantena edició de la Setmana del Llibre en Català, amarrà de nou al Moll de la Fusta de Barcelona i hi organitzà l'activitat «Contes a la deriva». Durant deu sessions repartides en els dissabtes i diumenges 10, 11, 17 i 18 de setembre, diverses personalitats reconegudes dinamitzaren la lectura de contes a bord per a la canalla, en paral·lel a la presentació d'una col·lecció de llibres i els projectes de Proactiva Open Arms.